# عماد الطرابلسي
عماد الطرابلسي واسمه الكامل محمد عماد الطرابلسي، ولد في 26 أغسطس 1974 في تونس العاصمة، هو رجل أعمال تونسي، وابن أخ ليلى بن علي، زوجة الرئيس التونسي السابق زين العابدين بن علي و هو شخصية ذات نفوذ عالي قبل الثورة التونسية

عرف في الإعلام الدولي والمحلي التونسي بسيرته المضطربة إذ أنه صدر في حقه سنة 2007 مذكرة توقيف دولية من قبل السلطات الفرنسية بعد اتهامه بعمليات نصب وسرقة، كما أُتُّهِم بعمليات سطو واستغلال نفوذ على غرار عدد كبير من عائلة الطرابلسي وبن علي.
شغل منصب رئيس بلدية حلق الوادي من 18 مايو 2010 حتى سقوط نظام صهره بن علي عقب الثورة في 14 يناير 2011.

حتى 4 مارس 2017، بلغت الأحكام الصادرة في حق عماد الطرابلسي 130 سنة و2 أشهر سجن و000 833 3 دينار تونسي كخطية.

## السيرة الذاتية
عماد الطرابلسي هو ابن محمد الناصر الطرابلسي، أخ ليلى بن علي، وتوقعت بعض وسائل الإعلام الفرنسية أنه ابن ليلى بن علي من زواج سابق. في الواقع، محمد الناصر كان قد طلق زوجته الأولى، فانتقل أبنائه الثلاثة من هذا الزوج (حسام وسيف وعماد) للعيش مع جدتهم سعيدة، والدة ليلى. وبترعرعهم مع عماتهم، أصبح الأطفال يعتبرون كأخوتهم الصغار. حسب رأي عمته ليلى، فإن عماد كان حساسا جدا للمظاهر، الشيء الذي سيسبب له المزيد من المشاكل. 

في 3 مايو 2007، أصدر القضاء الفرنسي مذكرة توقيف دولية في حقه في قضية يخوت مسروقة. في مايو 2009، أرسل إلى المحكمة الإصلاحية من قبل القضاء في فرنسا. 

في 2007، تحصل بشكل مثير على إدارة شركة بريكوراما الفرنسية في تونس، وافتتح أول مغازة لها في 22 مايو 2009.

أثناء الانتخابات البلدية التونسية في مايو ويونيو 2010، انتخب كعمدة لمدينة حلق الوادي.

بمناسبة الثورة التونسية 2011، تعرض للاعتداء الجسدي من قبل أحد مساعديه القدامى، ونقل على إثرها للمستشفى العسكري بتونس. يوم هروب الرئيس زين العابدين بن علي في 14 يناير، أعلن أحد الموظفين بالمستشفى عن وفاته، الشيء الذي كذبه وزير الداخلية أحمد فريعة في 21 يناير 2011. 

كان عماد الطرابلسي قد اعتقل يوم 14 يناير 2011 في مطار تونس قرطاج الدولي عندما كان يهم بمغادرة تونس رفقة 32 شخصا من عائلة الطرابلسي وبن علي، وهو الآن موجود في السجن المدني بالمرناقية، وحتى 4 مارس 2017، صدرت في حقه 130 سنة و2 أشهر سجن و000 833 3 دينار تونسي كخطية.

## المحاكمات

### عرض عام
| الاتهامات | الأحكام | التاريخ | مجموع الأحكام                                   | التوقيف       | الخروج من السجن | المصادر                                                                         |
| --- | --- | --- | ----------------------------------------------- | ------------- | --------------- | ------------------------------------------------------------------------------- |
| الحيازة غير المشروعة لممتلكات وعقارات، النقل الغير المشروع للعملة إلى الخارج، تعاطي المخدرات، محاولة هروب وحيازة عملة غير قانونية، الامتلاك والاتجار غير المشروع للآثار الوطنية، استغلال موظف، شيكات بدون رصيد (ثمثل حوالي 90% من مجموع الأحكام) | توقيف 2 سنوات سجن و000 2 دينار خطية مضاعفة الحكم السابق ل4 سنوات و000 3 دينار خطية 2 سنوات سجن 15 سنة سجن و000 150 دينار خطية 18 سنة وشهرين و000 180 دينار خطية 1 سنة سجن و000 500 دينار خطية 7 سنوات و6 أشهر سجن 20 سنة و8 أشهر سجن 40 سنة سجن 6 سنوات سجن 5 سنوات سجن و3 مليون دينار خطية 11 سنوات سجن | 14 يناير 2011 7 مايو 2011 25 يونيو 2011 12 أغسطس 2011 14 أكتوبر 2011 25 نوفمبر 2011 31 ديسمبر 2011 26 مارس 2012 13 يوليو 2012 13 يوليو 2012 22 أبريل 2015 4 يونيو 2015 4 مارس 2017 | 130 سنة و2 أشهر سجن 000 833 3 دينار تونسي كخطية | 14 يناير 2011 | الأن            | [ 6 ] [ 7 ] [ 8 ] [ 9 ] [ 10 ] [ 11 ] [ 12 ] [ 13 ] [ 14 ] [ 15 ] [ 16 ] [ 17 ] |

### اليخت المسروق (2006-2009)
خلال حضوره جلسة هيئة الحقيقة والكرامة، كشف عماد الطرابلسي عن ملابسات قضية اليخت المسروق عام 2006. فأكد أنه أخبر مدير الأمن الرئاسي آنذاك علي السرياطي بأنه لا علاقة له بعملية سرقة اليخت وأنه قام بمجرد جولة فقط. في سبتمبر 2007، أعلمه السرياطي بصدور بطاقة جلب دولية في حقه ودعاه لعدم مغادرة البلاد بينما رفض الطرابلسي ذلك وكشف أن أحد أبناء عمه يقف وراء عملية السرقة. لاحقا، قررت الدولة التونسية استجلاب ملف القضية إلى تونس، وتحصل عماد الطرابلسي على حكم بالبراءة وفق قوله.

### إيقافه ومحاولة الفرار
في 14 يناير 2011، وبعد انتشار أنباء عن هروب الرئيس آنذاك زين العابدين بن علي رفقة زوجته ليلى وبعض أبنائه، توجه المقدم سمير الطرهوني، مدير إدارة مجابهة الإرهاب آنذاك، بمعية 12 فردا من فرقته الأمنية، نحو مطار تونس قرطاج وذلك بعد تلقيه معلومات عن وجود 30 فردا من عائلة بن علي بالمطار يستعدون لمغادرة البلاد وكان من بينهم عماد الطرابلسي نجل شقيق ليلى بن علي. وعليه قام المقدم بالتحفظ عليهم في إحدى قاعات المطار ثم سلمهم لاحقا إلى المؤسسة العسكرية لتتولى الجهات القضائية محاكمتهم في ما بعد في تهم محاولة الفرار وحيازة عملة بشكل غير قانوني.

### المحاكمات بعد الثورة التونسية
يُحاكم عماد الطرابلسي منذ 14 يناير 2011 بعدة تهم تتعلق معظمها بقضايا فساد مالي واستغلال نفوذ ورشوة، وهو ما يزال قيد الإيقاف والمحاكمة.
- قضية «استهلاك مخدرات»: حكمت المحكمة الابتدائية بتونس في مايو 2011 على عماد الطرابلسي بالسجن لمدة سنتين وبغرامة قدرها ألفا دينار بعد إدانته بتهمة تعاطي المخدرات.[22] وفي يونيو من نفس العام قررت محكمة الاستئناف تغليظ العقوبة ومضاعفتها لتصبح مدة الحبس 4 سنوات وتغريمه بقيمة ثلاثة آلاف دينار تونسي.[23]
- قضية «محاولة الفرار»: قضت المحكمة الابتدائية بتونس، الجمعة 12 أغسطس 2011، بسجن 25 فردا من عائلتي بن علي والطرابلسي لمدد تتراوح بين 4 أشهر و6 سنوات بعد إدانتهم في «محاولة عبور الحدود بطريقة غير مشروعة (الفرار)» و«حيازة عملات أجنبية بصورة غير مشروعة».[24] وقد حُكم على عماد الطرابلسي بالسجن لمدة سنتين مع خطية مالية.[25][26]
- قضية «الشيكات بدون رصيد»: قضت محكمة تونسية في 14 أكتوبر 2011 بسجن صهر الرئيس السابق، عماد الطرابلسي 15 عاما وتغريمه مبلغ 150 ألف دينار تونسي بتهمة «تقديم شيكات بدون رصيد».[27]
- قضية «صكوك بنكية بدون رصيد» أخرى: في 25 نوفمبر 2011، أصدرت المحكمة الابتدائية بالعاصمة تونس حكمها بسجن عماد الطرابلسي 18 سنة وشهرين وتغريمه مبلغ 160 ألف دينار بتهمة إصدار صكوك بنكية بدون رصيد.[28][29]
- قضية «حيازة الآثار»: قضت المحكمة الابتدائية بتونس في يناير 2012 بسجن الطرابلسي لمدة عام وتغريمه مبلغ 500 ألف دينار تونسي في اتهامه بحيازة الأثار بطريقة غير قانونية.[30] الحكم الذي أيدته محكمة الاستئناف بتاريخ 27 يوليو 2012 مع إلغاء الغرامة التي كانت لفائدة وزارة الثقافة والاكتفاء بتخطئته بمبلغ 10 آلاف دينار.[31]
- قضية «تسويغ مقطع الحجارة بجبل الهوارب»: المحكمة الابتدائية بتونس قضت في أبريل 2015 بسجن الرئيس الأسبق زين العابدين بن علي وصهره عماد الطرابلسي لمدة 6 سنوات في اتهامهم بـ«تسويغ مقطع الحجارة الكائن بجبل الهوارب من معتمدية الشبيكة من ولاية القيروان».[32][33]
- قضية «تهريب النحاس»: أصدرت المحكمة الابتدائية بالعاصمة تونس، في فبراير 2016، حكمها ضد الرئيس الأسبق زين العابدين بن علي بسجنه 10 سنوات بالإضافة لعدد من أفراد أسرته من بينهم عماد الطرابلسي لمدة 3 سنوات بعد إدانتهم بسرقة وتهريب مادة النحاس إلى الخارج.[34] كما شملت الأحكام مسؤولين سابقين في نظام بن علي مثل سليمان ورق المدير العام السابق للديوانة.[35]
- قضية "مهرجان الحوت بحلق الوادي": قضت المحكمة الابتدائية بتونس، الثلاثاء 14 فبراير 2017، بسجن عماد الطرابلسي ومدير جريدة التونسية السابق نصر الدين بن سعيدة 6 سنوات بتهمة "استعمال النفوذ وتحقيق فائدة دون وجه قانوني والمشاركة في ذلك" وذلك بعد شكاية أثارتها بلدية حلق الوادي بعد الثورة ضد كلاهما بشأن عملية فساد شابت ما يعرف بـ''مهرجان الحوت".[36][37]
- قضية «حفلات ماريا كاري»: أصدر القضاء التونسي في طوره الابتدائي، في 3 مارس 2017، حكم يقضي بسجن عماد الطرابلسي لمدة 6 سنوات بتهمة «استغلال موظف عمومي لتحقيق الفائدة أو الإضرار بالإدارة» وحبسه 5 سنوات في جريمة تدليس صلب نفس القضية ليبلغ مجموع الحكمين 11 سنة سجن مع النفاذ، في وقائع تعود لعام 2006 حين نظمت شركة لتنظيم الحفلات مملوكة للطرابلسي حفلين للفنانة الأمريكية ماريا كاري بالملعب الأولمبي بالمنزه في شهر يوليو شابتها تجاوزات وفساد مالي وإداري.[38][39] كما حكم على الرئيس السابق زين العابدين بن علي ومسؤولين سابقين بنظامه بالسجن لمدة 6 سنوات في نفس القضية.[40]

- قضية «مقطع الرخام»: أصدرت المحكمة الابتدائية بتونس في 14 أكتوبر 2021 حكما يقضي بسجن عماد الطرابلسي 8 سنوات مع خطية مالية قدرها 3 مليون دينار بعد إتهامه بـ«تحقيق موظف عمومي أو شبهه لمنفعة لا وجه لها والاضرار بالإدارة». وتتعلق القضية بالحصول على رخصة خاصة بمقطع للرخام بإحدى ولايات الوسط التونسي.[41][42]

- قضية «التسهيلات الديوانية»: قضت محكمة الاستئناف بتونس في يناير 2022 بـ«عدم سماع الدعوى» (براءة) في حق عماد الطرابلسي وسجن الضابط الديواني والمرشح الرئاسي السابق ياسين الشنوفي لمدة 6 أشهر بعد إدانته بإرتكاب اخلالات وتقديم تسهيلات غير قانونية لفائدة الطرابلسي إبان فترة خدمته بالديوانة.[43] وكانت المحكمة الابتدائية بتونس قد قضت سابقا بسجن الشنوفي لمدة عام وبراءة الطرابلسي.[44][45]

### إعتذاره للشعب التونسي
خلال حضوره إحدى جلسات هيئة الحقيقة والكرامة العلنية، تقدم عماد الطرابلسي بإعتذاره للشعب التونسي عما اقترفه من تجاوزات وأخطاء خلال عهد صهره زين العابدين بن علي مؤكداً على استعداده للمصالحة مع من أضر بهم.

## اعترافاته
في 19 مايو 2017، أدلى عماد الطرابلسي ولأول مرة بشهادته في إحدى الجلسات العلنية لهيئة الحقيقة والكرامة، وقدم الطرابلسي العديد من الاعترافات والحقائق عن فترة ما قبل الثورة:

### ليلة 14 جانفي 2011
قال عماد الطرابلسي عن وقائع ليلة 14 يناير 2011، أنه كان من آخر الوافدين على مطار قرطاج من آل الطرابلسي، ورغم علمه بخبر احتجاز عدد من أفراد أسرته في المطار إلا أنه اختار الالتحاق بهم خوفا من أي تهديدات قد تودي بحياته، وفق تعبيره. لاحقا وقع نقل جميع الموقوفين إلى الثكنة العسكرية بالعوينة، أين كشف عماد عن تعرض شقيقه وسائقه الخاص إلى الاعتداء بالعنف الشديد.
فجّر الطرابلسي مفاجأة عندما كشف عن محاولة لتهريبه وعائلته خارج البلاد بعد احتجازهم في المطار، حيث أكد أن المشرف على القاعدة الجوية العسكرية بالعوينة آنذاك إلياس المنكبي، أخبره في البداية بأنه سيتعرض إلى اعتداء بالعنف الشديد من قبل الأمنيين، لكن بعد تبادلهما أطراف الحديث، واتصال الطرابلسي بأحد المسؤولين (لم يكشف عن هويته) الذي تدخل للتهدئة وهو ما غيٌر طريقة التعامل معه، عرض العقيد المنكبي على الطرابلسي مغادرة البلاد شريطة موافقة الوزير الأول آنذاك محمد الغنوشي والجنرال رشيد عمار. وهو ما لم يتم. بينما نفى محامي المنكبي حدوث ذلك وأكد أنها عملية مغالطة للرأي العام.

## ببليوجرافيا
- حاكمة قرطاج: الإستيلاء على تونس (La Régente de Carthage : Main basse sur la Tunisie)، نيكولا بو وكاترين غراسييه، لا ديكوفارت، باريس، 2009.

## مقالات ذات صلة
- عائلة الطرابلسي وبن علي